# Jaskinia Łabajowa
Jaskinia Łabajowa lub Jaskinia w Łabajowej Skale – jaskinia znajdująca się w skale Łabajowa w górnej części Doliny Będkowskiej na Wyżynie Krakowsko-Częstochowskiej, na terenie wsi Bębło w gminie Wielka Wieś w niedużej odległości od udostępnionej turystycznie Jaskini Nietoperzowej.

## Opis jaskini
Jaskinia Łabajowa znajduje się w udostępnionej do wspinaczki skałkowej Skale Łabajowej. Otwór wejściowy do jaskini znajduje się u podnóża skał, na wysokości ok. 410 m n.p.m. Ma wysokość 7 m i szerokość 5 m. Wejście jest utrudnione przez duży blok skalny zagradzający otwór, również w środku znajduje się sporo luźno leżących głazów i drobniejszego gruzu. Za otworem znajduje się duża sala o długości 34 m. Łatwo można ją samodzielnie zwiedzać, zwiedzanie pionowego komina wymaga jednak zjazdu na linie z górnego otworu.
Sala ma szerokość do 8 m i wysokość kilkanaście metrów. W końcowej części obniża się do wysokości około 1 m i kończy pionową szczeliną. Około 4 m za wejściem do sali znajduje się boczny, 4-metrowej długości korytarz. W środkowej części sali znajduje się pionowy obelisk o wysokości 12 m, a za nim korytarz z progami prowadzącymi do pionowego komina z wylotem w podszczytowej części skały.
Jest to jaskinia krasowa powstała na pęknięciu skały, później rozszerzonym w wyniku procesów krasowych. Świadczą o tym widoczne na jej ścianach kanały krasowe i kotły wirowe. Wytworzona została w skalistych wapieniach z jury późnej. Zachowały się jeszcze nacieki w postaci żeber, miejscami przykrytych później powstałym mlekiem wapiennym. Doszło do oberwania się skał ze stropu. Tworzą one rumowisko zawalające dno jaskini i w tylnej części sali całkowicie pokrywające jej namulisko.
Jaskinia jest wilgotna, z przewiewem powietrza, w pobliżu otworów podlega wpływom zewnętrznym. Jej przednia część jest oświetlona, tylna część i otwory są ciemne. Na oświetlonych ścianach występują glony, w jaskini pająki.

## Historia poznania i eksploracji
Jaskinia znana jest od dawna i w literaturze wielokrotnie wzmiankowana. Najstarsze udokumentowane wzmianki o niej pochodzą z 1883 r. od F. Romera, który prowadził w niej prace archeologiczne. Znalazł ślady ogniska, narzędzia krzemienne, ceramikę i kości niedźwiedzia jaskiniowego. W pobliżu otworu wejściowego znajduje się zagłębienie, które jest pozostałością prowadzonych przez niego badań. W 1981 r. Sanocka-Wołoszynowa badała florę pajęczaków. Pierwszą dokumentację jaskini sporządził Kazimierz Kowalski w 1951 r. Aktualną dokumentację sporządził Andrzej Górny w 2009 r., plan jaskini opracował M. Szelerewicz.

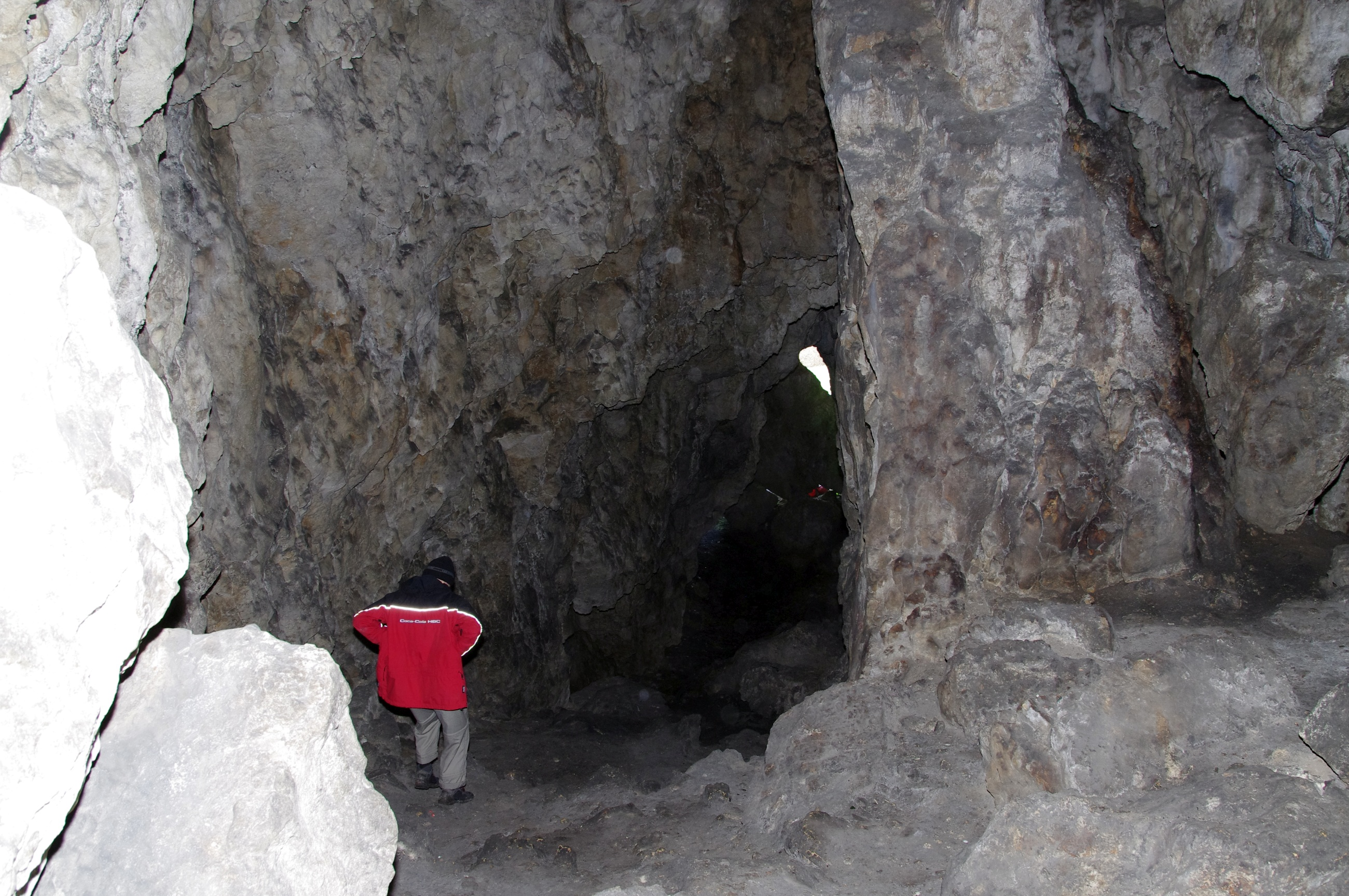
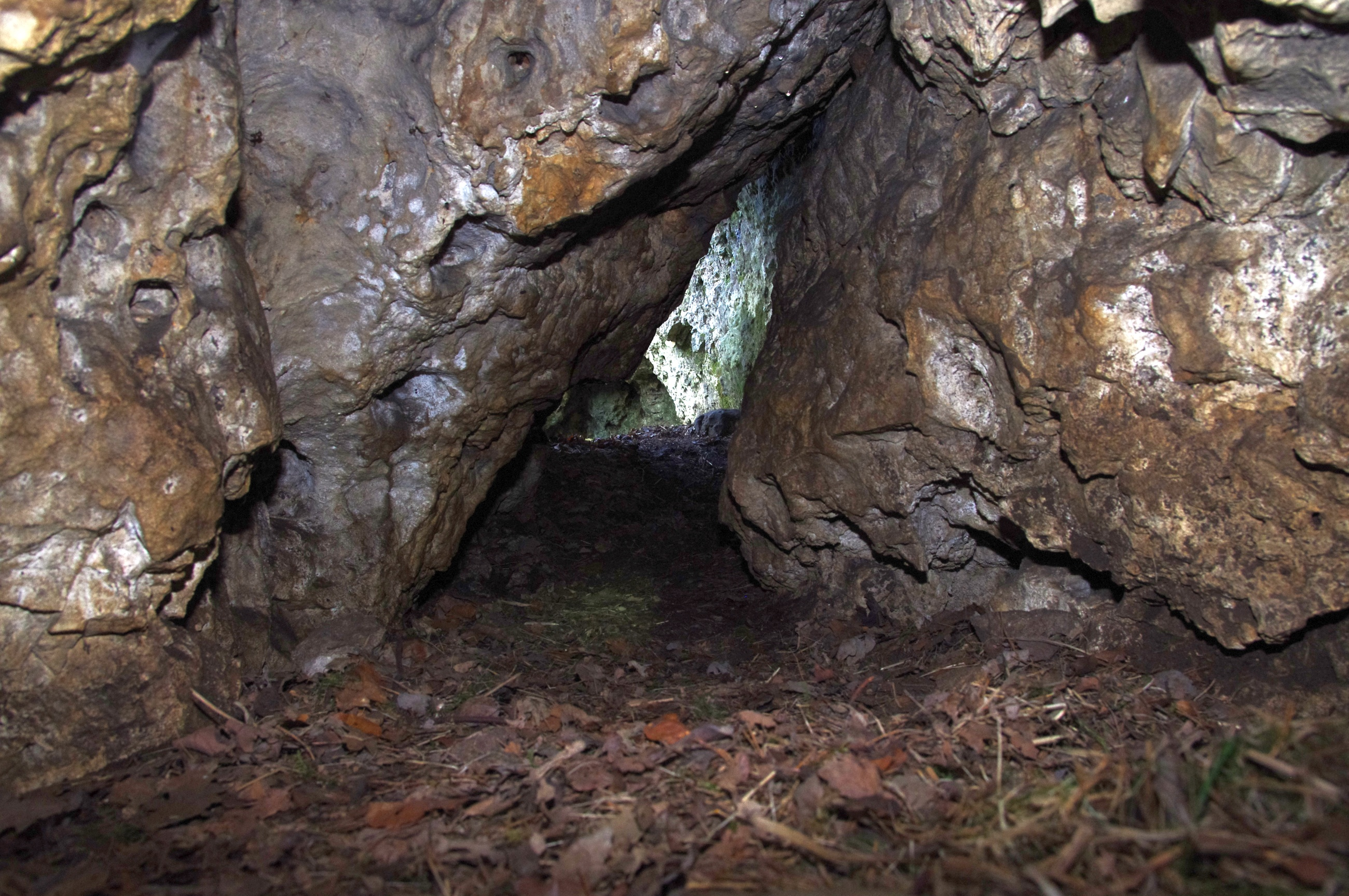
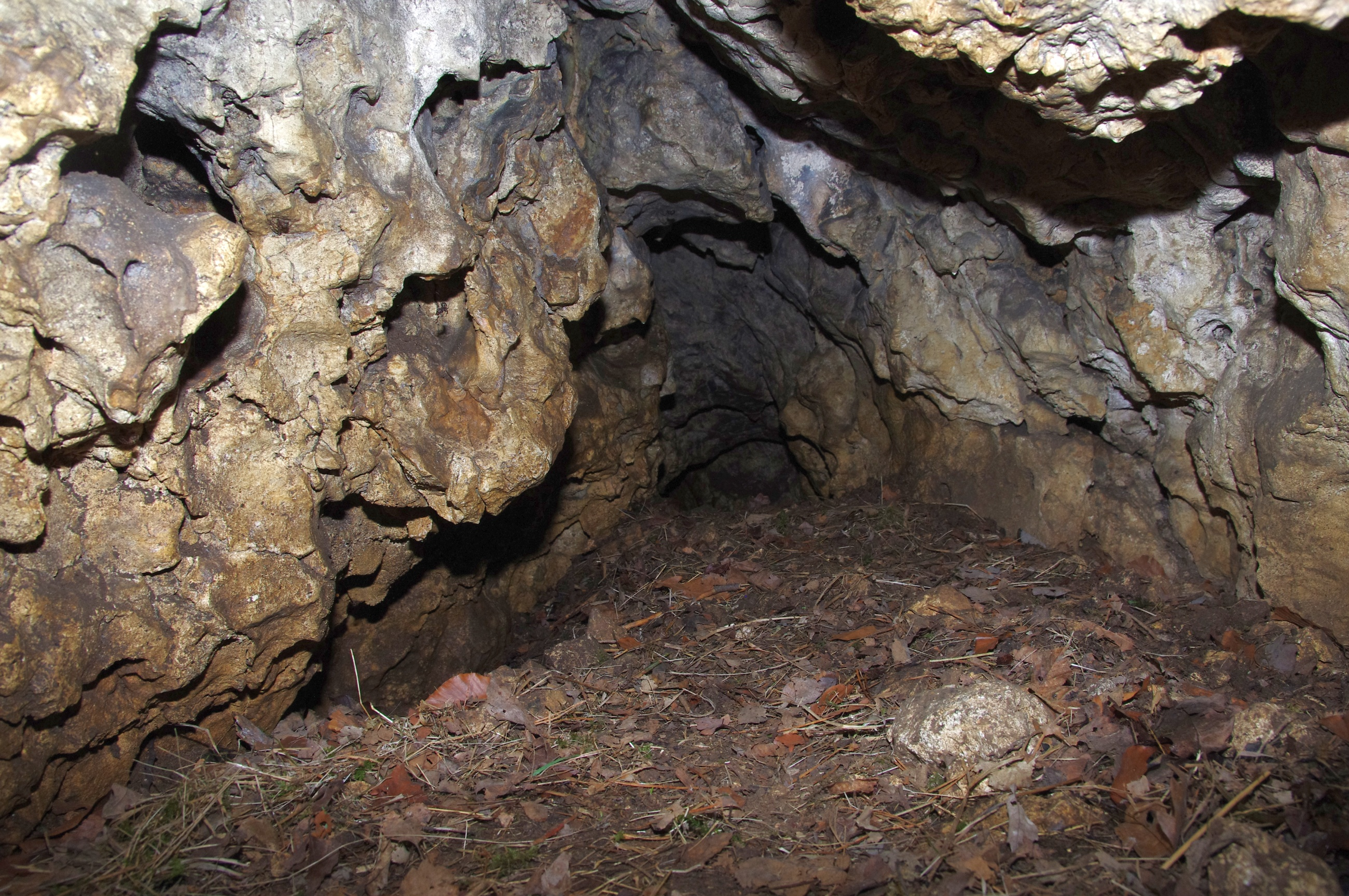
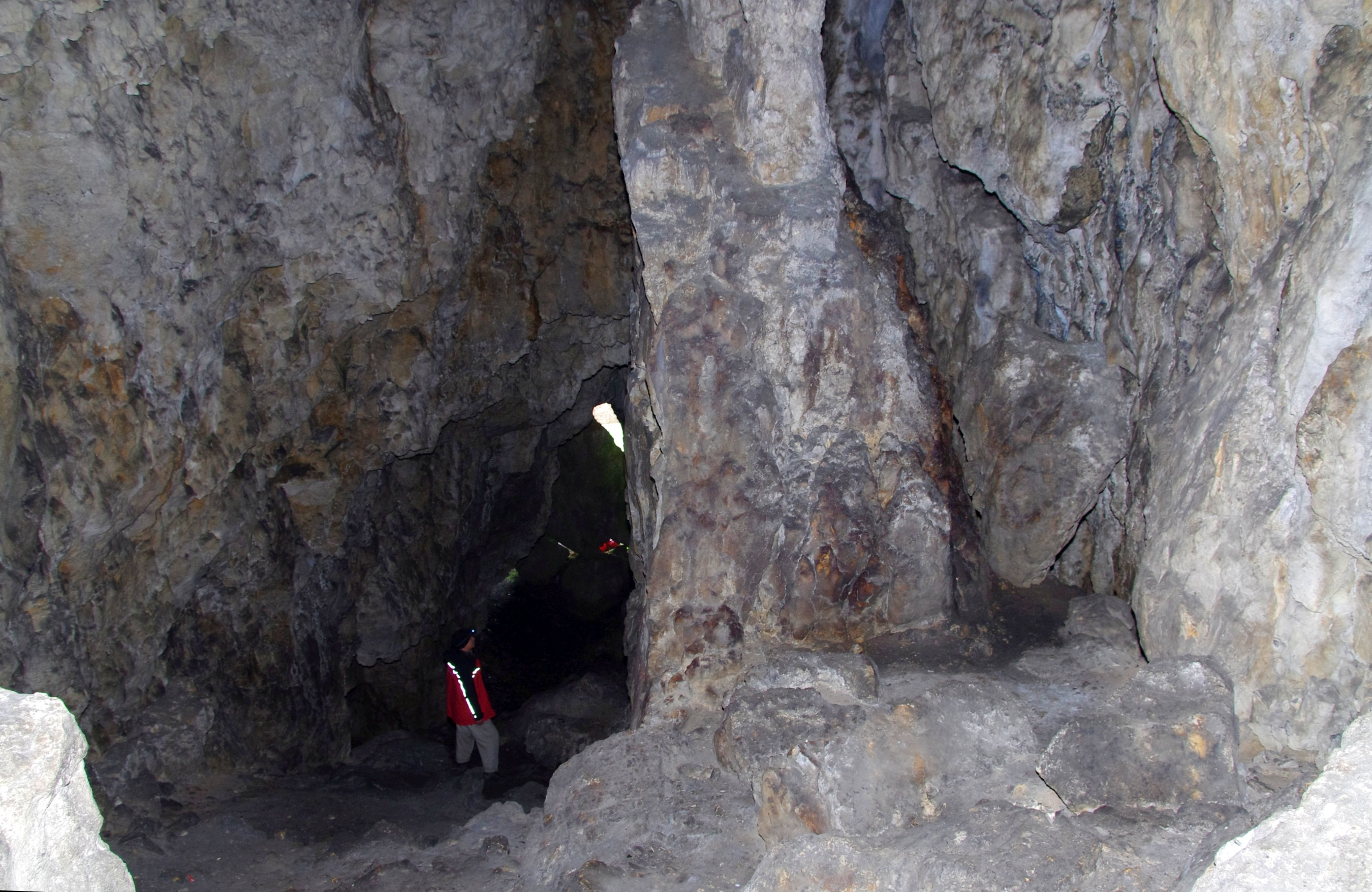
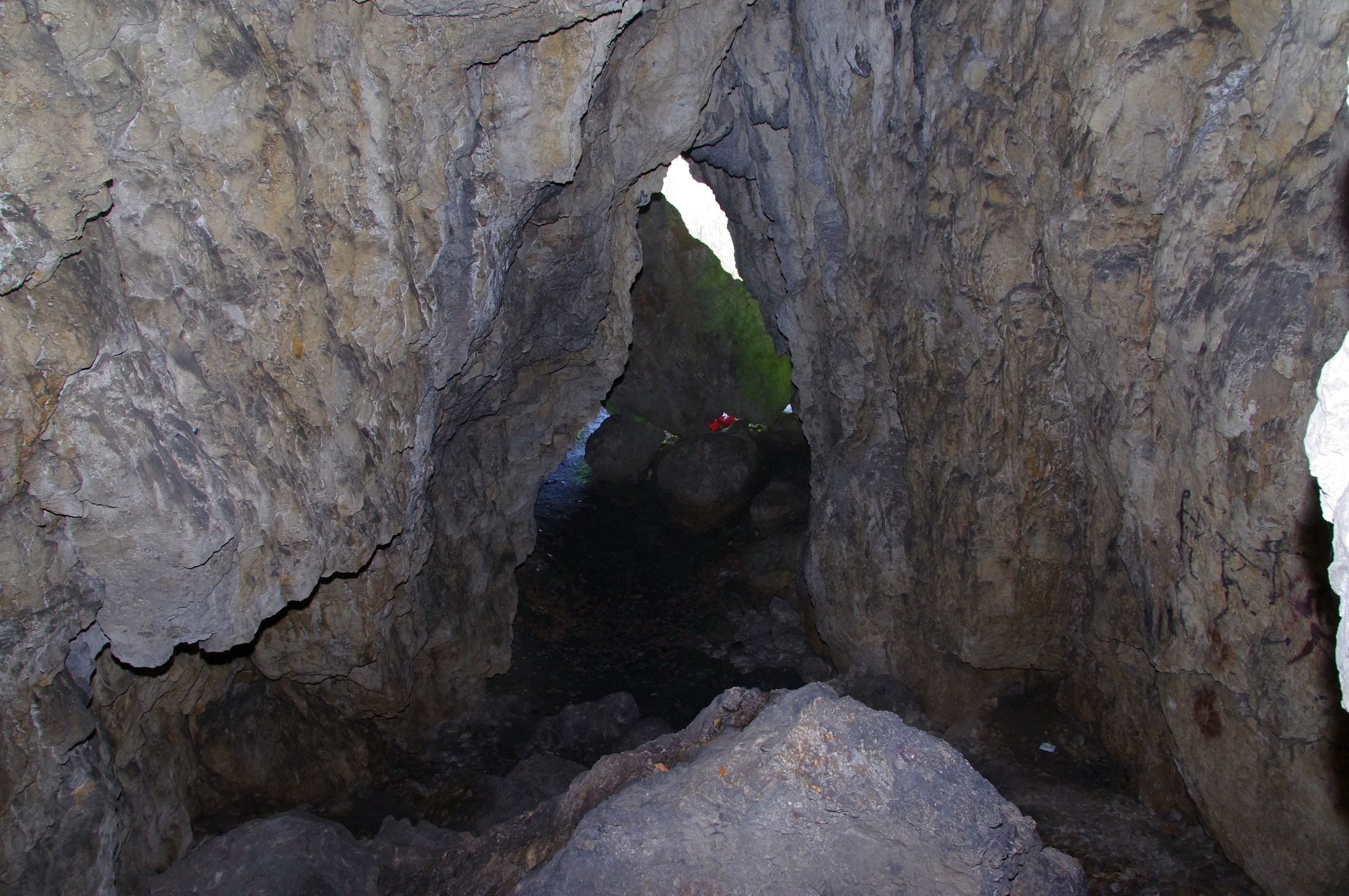